# Alcest
 Ikke at forveksle med Alceste.
Alcest er et fransk post-metal-band, som blev dannet i Bagnols-sur-Cèze i 2000 af Stéphane "Neige" Paut. Oprindeligt et etmandsprojekt, bandet har siden 2009 været en duo efter at trommeslager Jean "Winterhalter" Deflandre blev medlem af bandet. Bandet anses ofte som pionerer af fusionsgenren blackgaze.

## Historie
Alcest blev dannet som et black metal soloprojekt af Neige i 2000, men kort efter fik bandet to yderligere medlemmer, guitarist Aegnor og bassist Argoth. De udgav deres debut demo kaldet Tristesse hivernale i 2001. Kort efter forlod de to andre medlemmer, og bandet var igen et soloprojekt i de kommende år.
Bandet udgav EP'en Le Secret i 2005, og det første studiealbum, Souvenirs d'un autre monde, blev først udgivet i august 2007. På de to projekter havde Neige skiftet sin stil markant, da de bevægede sig imod en fusion af black metal og shoegazing, en stilform som sidenhen er blevet kendt som blackgaze.
Trommeslager Jean "Winterhalter" Deflandre blev medlem af bandet i 2009, og kort efter udgav de deres andet studiealbum, Écailles de lune, i marts 2010. Gruppen har siden udgivet flere anmelderroste album, senest Les Chants de l'aurore i 2024.

## Medlemmer

### Nuværende
- Stéphane "Neige" Paut - sang, guitar, keyboards, basguitar (2000–)
- Jean "Winterhalter" Deflandre - trommer, percussion (2009–)

### Tidligere medlemmer
- Ludovic "Aegnor" Faure - leadguitar (2000–2001)
- Argoth - basguitar (2000–2001)

## Diskografi
Studiealbum
- Souvenirs d'un autre monde (2007)
- Écailles de lune (2010)
- Les Voyages de l'âme (2012)
- Shelter (2014)
- Kodama (2016)
- Spiritual Instinct (2019)
- Les Chants de l'aurore (2024)